# آلبرت روکاس
آلبرت روکاس (اسپانیایی: Albert Rocas‎؛ زادهٔ ۱۶ ژوئن ۱۹۸۲) بازیکن هندبال اهل اسپانیا است.
از باشگاه‌هایی که در آن بازی کرده‌است می‌توان به باشگاه هندبال بارسلونا اشاره کرد.